# Citadel (Ne Obliviscaris)
Citadel è il secondo album in studio del gruppo musicale australiano Ne Obliviscaris, pubblicato il 7 novembre 2014 dalla Season of Mist.

## Tracce
Testi di Xenoyr (eccetto tracce 1 e 6), musiche di Benjamin Baret, Xenoyr, Daniel Presland, Matt Klavins, Brendan Brown e Tim Charles, eccetto dove indicato.
1. Painters of the Tempest (Part I): Wyrmholes – 3:08 (musica: Tim Charles)
2. Painters of the Tempest (Part II): Triptych Lux – 16:35
3. Painters of the Tempest (Part III): Reveries from the Stained Glass Womb – 3:35 (musica: Tim Charles, Benjamin Baret)
4. Pyrrhic – 9:50
5. Devour Me, Colossus (Part I): Blackholes – 12:37
6. Devour Me, Colossus (Part II):  Contortions – 2:27 (musica: Tim Charles)

## Formazione
Gruppo
- Xenoyr – voce death
- Tim Charles – violino, voce melodica
- Benjamin Baret – chitarra solista
- Matt Klavins – chitarra
- Dan Presland – batteria
- Brendan "Cygnus" Brown – basso

Altri musicisti
- Emma Charles – violino aggiuntivo (tracce 1 e 2)
- Timothy Hennessy – violoncello (tracce 1, 2 e 6)

Produzione
- Troy McCosker – produzione, ingegneria del suono
- Tim Charles – produzione
- Jens Bogren – missaggio, mastering
- Anthony Iorio – ingegneria del suono aggiuntiva

## Classifiche
| Classifica (2014) | Posizione massima |
| ----------------- | ----------------- |
| Australia         | 42                |